# Сорпција у кондиционирању воде
Сорпција у кондиционирању воде је поступак који се примењује у процесу пречишћавања воде како би се из ње уклонили органски контаминанати, посебно они који се не могу разградити, и супстанци непожељног мириса, укуса и боје. Обично се примењује за терцијарно третирање воде да би се уклониле ниске концентрације контаминације. Сам процес заснива се на дејству привлачних сила између чврсте површине и молекула течности који долазе у контакт са чврстом површином. 
Супротан процес сорпцији (у којој се честице околне течности везују  за површину уређаја и која може бити   механичко-физичка — физичка  — физиосорпција, или уз формирање хемијске везе — хемисорпција), је деапсорпција (одвајање честица од површине или у процесу филтрирања воде ослобађање честица претходно задржаних у филтеру).

## Основни принципи
Сорпција се заснива на особини неких чврстих материја - сорбената да на својој површини концентришу органска једињења присутна у води. А сам процес сорпсције се одвија преносом масе из воде преко границе додира на површину сорбента.
Карактеристике сорбента
Основна карактеристика сорбената је њихова велика специфична површина која се креће у распону од 50 до 500 m2 по 1 граму за природне сорбенте, па до 1.000 - 1.500 m2 по 1 граму за активни угаљ.

## Примена
Сорпција се ретко примењује као основни или једини процес кондиционирања воде, веч као допунски процес којим се уклањају материје које није било могуће одстранити основним процесима. На то утиче висока цена сорбената и њихов реларивно кратак век трајања када се налазе у додиру са водом која није претходно кондиционирана.
Потреба за применом сорбента у процес кондиционирања воде настаје када се установи да вода има, или ће имати, погоршане органолептичке особине, односно садржај материја које су потенцијално опасне по здравље људи.
Корекција органолептичких особина воде
Органолептичке особине које се у води могу успешно поправити сорпцијом су: 
- укус,
- мирис,
- боја,
- претерано пенушање.[2]

Уклањање токсичних материја
Процесом сорпције могу се уклањати токсичне материје из воде, као што су:
- пестициди,
- хлор-органска једињења,
- полициклични аромати,
- органски растварачи,
- метали.

## Врсте сорбената

### Активни угаљ
Активни угаљ је сорбент који је нашао највећу примену у кондиционирању воде, због његове велика специфичне површине која се постиже специјалном термичком обрадом угља, или неких других сировина. Активни угаљ у процесу сорпије примењује се у два облика, гранулама и праху. Који ће се од ова два облика применири зависи од дужине периода појаве штетних материја у води. А у зависности од
облика активног угља зависи и техника припреме која ће се применити. 
Угаљ у праху — се примењује ако су то краћи периоди са укупним трајањем у току године (до 2 месеца), укључујући и сезонска и случајна загађења. 
Гранулисани активни угаљ —  се примењује у случајевима трајног погоршања квалитета сирове воде.

### Силикагел
Силикагел је аморфни облик силицијум диоксида (SiO2) који и има веома порозну структуру. Добија се закисељавањем воденог раствора натријум силиката. Настаје желатинозни талог, који се испира да би се одстранио вишак електролита, и затим суши да се одстрани вода. Особине насталог производа зависе од начина припреме, али типични препарати имају величину пора 2.200 – 2.600 pm и активну површину 750 – 800 m²/g. Користи се као средство за упијање воде, катализатор, изолатор, у хроматографији за пуњење колона, итд. Силикагел може да прими количину воде већу од 40% своје масе. Хемијски је инертан и нетоксичан.

### Зеолит
Зеолит представљају групу минерала сложених хидратисаних силиката натријума, калијума и калцијума. Минерали ове групе имају хидротермално порекло и најчешће се појављују уз младе вулканске стене запуњавајући шупљине у њима.
Зеолит је у природи „неактиван“. Његове сорпционе способности и капацитет катјонске измене се активирају механичком обрадом. Активизирани зеолит се као еколошки препарат користи у пољопривреди и сточарству. Он се примењује за раздвајање гасова услед његове могућности сорпције, а самим тим и за сакупљање непријатних мириса.
Особина зеолита да има афинитет према амонијаку, омогућила је његову примену као средства за уклањање амонијака из воде за пиће.